# Kanton Bourg-la-Reine
Kanton Bourg-la-Reine (fr. Canton de Bourg-la-Reine) je francouzský kanton v departementu Hauts-de-Seine v regionu Île-de-France. Tvoří ho město Bourg-la-Reine a část města Antony.